# 龚颖澄
龔穎澄（1911年11月24日—1987年1月25日），字静秋，江苏崇明縣人，中華民國空軍軍人。最終軍階是空軍中將。龔穎澄先后获颁宝鼎、云磨、忠勤、胜利、复兴、河图、洛书等勋章，陆海空、宣威等奖章。

## 生平
中華民国十七年（1928年），龔穎澄投考中央陆军军官学校。中華民国十八年（1929年）夏，毕业于第六期交通科。同年中央军校航空班（空军官校第一期）成立，龔穎澄被該校录取。中華民国十九年（1930年），中原大戰爆發，龔穎澄与同学成立侦察队，先后開飛機偵查以及轟炸陇海线、津浦线。中華民国二十年（1931年），龔穎澄毕业，並被分配到航空第六队见习。中華民国二十一年（1932年），進入中央航校（空军官校）高级班接受美式训练。结业后历任各航空队分队长、中队长。
龔穎澄曾参加镇压福建事变、两广事变、西安事变等侦查轟炸任务。中華民国二十六年（1937年），龔穎澄任空军第十二中队长，率机轰炸上海汇山码头登陆之日军、黄浦江日舰，浏河、庙行等处日軍阵地。中華民国二十七年（1938年），龔穎澄升任空军第一大队长。中華民國二十九年（1940年），調任航空委员会训练处副处长。中華民國三十年（1941年），改调空军官校初级班主任。中華民國三十一年（1942年），任空军第五路副司令驻昆明。协同美国志愿航空队作战。中華民國三十二年（1943年），任第一路副司令驻重庆主管陪都空防。中華民國三十三年（1944年），任第四路副司令，驻兰州其间發生伊宁事变，龔穎澄赴迪化市指挥驻新疆空军作战。中華民國三十五年（1946年），龔穎澄改任第三军区副司令，驻西安。中華民國三十六年（1947年），龔穎澄進攻中共军队，攻占延安，主持延安空车前进指挥所，指挥空军與中共軍隊的作战事宜。同年冬改任空军幼年学校校长。
1949年，龔穎澄與空军幼年学校全校师生以及器材迁移至台灣，同年幼校与入伍生总队合并为空军预备学校，龔穎澄仍任校长。1951年，晋升空军训练副司令。1955年，出任金门防卫部副司令官。1956年，入三军联合大学进修。1957年，任中華民國国防部联战会联战委员。1958年，改调澎湖防卫部副司令官。1063年，出任空军指挥参谋大学校长。1964年，调任空军总部督察长。1965年，出任空军训练司令，主管全军学校教育及部队训练。1967年，出任空军总部任作战计划委员会主委。1968年，调任中華民國总统府战略顾问。1969年，龔穎澄從空軍退役。之後出任中華航空公司顧問。
1987年1月25日，龔穎澄在美国加州洛杉矶去世。